# Aparallactus lineatus
Espèce
Synonymes
- Uriechis lineatus Peters, 1870
- Uriechis lineata Peters, 1870

Statut de conservation UICN

 NT  : Quasi menacé
Aparallactus lineatus est une espèce de serpents de la famille des Lamprophiidae.

## Répartition
Cette espèce se rencontre :
- au Cameroun ;
- au Ghana ;
- en Guinée ;
- au Liberia.

## Description
C'est un serpent venimeux.

## Étymologie
Le nom spécifique lineatus vient du latin lineatus, rayé, en référence à l'aspect de ce serpent.

## Publication originale
- Peters, 1870 : Eine Mitteilung über neue Amphibien (Hemidactylus, Urosaura, Tropidolepisma, Geophis, Uriechis, Scaphiophis, Hoplocephlaus, Rana, Entomogossus, Cystignathus, Hylodes, Arthroleptis, Phyllobates, Cophomantis) des Königlich-zoologischen Museums. Monatsberichte der Königlich Preußischen Akademie der Wissenschaften zu Berlin, vol. 1870, p. 641-652 (texte intégral).